# مقاطعة هوكر (نبراسكا)
مقاطعة هوكر (بالإنجليزية: Hooker County)‏ هي إحدى مقاطعات ولاية نبراسكا في الولايات المتحدة الأمريكية.